# Vilain Frères
Vilain Frères war ein französischer Hersteller von Automobilen.

## Unternehmensgeschichte
Das Unternehmen aus Paris begann 1900 mit der Produktion von Automobilen. Die Markennamen lauteten Vilain in Frankreich und 1902 Motormobile in England. 1902 endete die Produktion. Eine Quelle gibt an, dass das Unternehmen noch bis 1905 existierte.

## Fahrzeuge
Das erste Modell war der 6/8 CV mit einem Zweizylindermotor. Zunächst war der Motor im Heck montiert und trieb über Ketten die Hinterachse an. Ab 1901 waren die Motoren in Fahrzeugmitte angeordnet. 1902 folgten Modelle mit Einzylindermotoren, die wahlweise 7 PS oder 10 PS leisteten.